# Ángela Figueroa
Ángela Figueroa, född 28 juni 1984, är en friidrottare från Colombia. Hon deltog vid olympiska sommarspelen 2012.